# Carl Busch
Carl Reinholdt Busch (29. marts 1862 i Bjerre – 19. december 1943 i Kansas City) var en danskfødt amerikansk musiker, dirigent og komponist. 
Busch blev født i Bjerre og var 1883-1885 studerende på Det Kongelige Danske Musikkonservatorium med Gade, J.P.E. Hartmann, V. Tofte og Jørgen Ditleff Bondesen som lærere. Han virkede derefter en tid som orkestermusiker, men rejste snart udenlands til Bruxelles og derefter til Paris (1886), hvor han fortsatte sine musikstudier under Benjamin Godard. I 1887 drog han til Kansas City, Kansas/Missouri (USA) og kom snart i spidsen for byens musikliv. Som Dirigent for Kansas City Philharmonic Orchestra og senere for Oratorio Society og Kansas City Symphony Orchestra vandt han stor anerkendelse. Som dirigent besøgte han også New York, Chicago, Cincinnati, St. Louis samt Leipzig, Dresden og København. Han blev også anerkendt i Danmark for sin indsats for dansk og skandinavisk musik I USA. Busch blev boende resten af livet i Kansas City.
Hans kompositioner fulgte 2 spor. En del musik var til lokal brug i USA med inspiration bl.a. i lokale indianske melodier og bestod af kormusik, orkesterstykker, musik for harmoniorkester og kammermusik. Andre musikstykker var henvendt til danske ører, bl.a. Paa Heden (orkester og mandskor) til indvielsen i 1913 af parken i Rebild Bakker.